# Coume
Coume (fràncic lorenès Kum) és un municipi francès situat al departament del Mosel·la i a la regió del Gran Est. L'any 2007 tenia 647 habitants.

## Demografia

### Població
El 2007 la població de fet de Coume era de 647 persones. Hi havia 232 famílies, de les quals 40 eren unipersonals (20 homes vivint sols i 20 dones vivint soles), 68 parelles sense fills, 116 parelles amb fills i 8 famílies monoparentals amb fills.
La població ha evolucionat segons el següent gràfic:
Habitants censats

### Habitatges
El 2007 hi havia 259 habitatges, 243 eren l'habitatge principal de la família, 1 era una segona residència i 15 estaven desocupats. 232 eren cases i 27 eren apartaments. Dels 243 habitatges principals, 213 estaven ocupats pels seus propietaris, 26 estaven llogats i ocupats pels llogaters i 4 estaven cedits a títol gratuït; 4 tenien dues cambres, 17 en tenien tres, 41 en tenien quatre i 181 en tenien cinc o més. 212 habitatges disposaven pel capbaix d'una plaça de pàrquing. A 85 habitatges hi havia un automòbil i a 135 n'hi havia dos o més.

### Piràmide de població
La piràmide de població per edats i sexe el 2009 era:
| Homes | Edats   | Dones |
| ----- | ------- | ----- |
| 0     | 95 o +  | 0     |
| 0     | 90 a 94 | 0     |
| 0     | 85 a 89 | 4     |
| 0     | 80 a 84 | 0     |
| 0     | 75 a 79 | 4     |
| 24    | 70 a 74 | 16    |
| 16    | 65 a 69 | 24    |
| 16    | 60 a 64 | 16    |
| 12    | 55 a 59 | 16    |
| 16    | 50 a 54 | 8     |
| 28    | 45 a 49 | 24    |
| 24    | 40 a 44 | 48    |
| 40    | 35 a 39 | 16    |
| 16    | 30 a 34 | 20    |
| 8     | 25 a 29 | 12    |
| 20    | 20 a 24 | 20    |
| 44    | 15 a 19 | 16    |
| 20    | 10 a 14 | 32    |
| 20    | 5 a 9   | 28    |
| 12    | 0 a 4   | 4     |

## Economia
El 2007 la població en edat de treballar era de 419 persones, 284 eren actives i 135 eren inactives. De les 284 persones actives 265 estaven ocupades (150 homes i 115 dones) i 19 estaven aturades (8 homes i 11 dones). De les 135 persones inactives 38 estaven jubilades, 43 estaven estudiant i 54 estaven classificades com a «altres inactius».

### Ingressos
El 2009 a Coume hi havia 256 unitats fiscals que integraven 690 persones, la mediana anual d'ingressos fiscals per persona era de 18.232 €.

### Activitats econòmiques
Dels 5 establiments que hi havia el 2007, 2 eren d'empreses de comerç i reparació d'automòbils, 1 d'una empresa d'hostatgeria i restauració i 2 d'empreses de serveis.
Dels 2 establiments de servei als particulars que hi havia el 2009, 1 era un guixaire pintor i 1 agència immobiliària.
L'any 2000 a Coume hi havia 6 explotacions agrícoles.

## Equipaments sanitaris i escolars
El 2009 hi havia 1 escola maternal i 1 escola elemental.

## Poblacions més properes
El següent diagrama mostra les poblacions més properes.